# Wilhelm-Wagenfeld-Haus (Weimar)

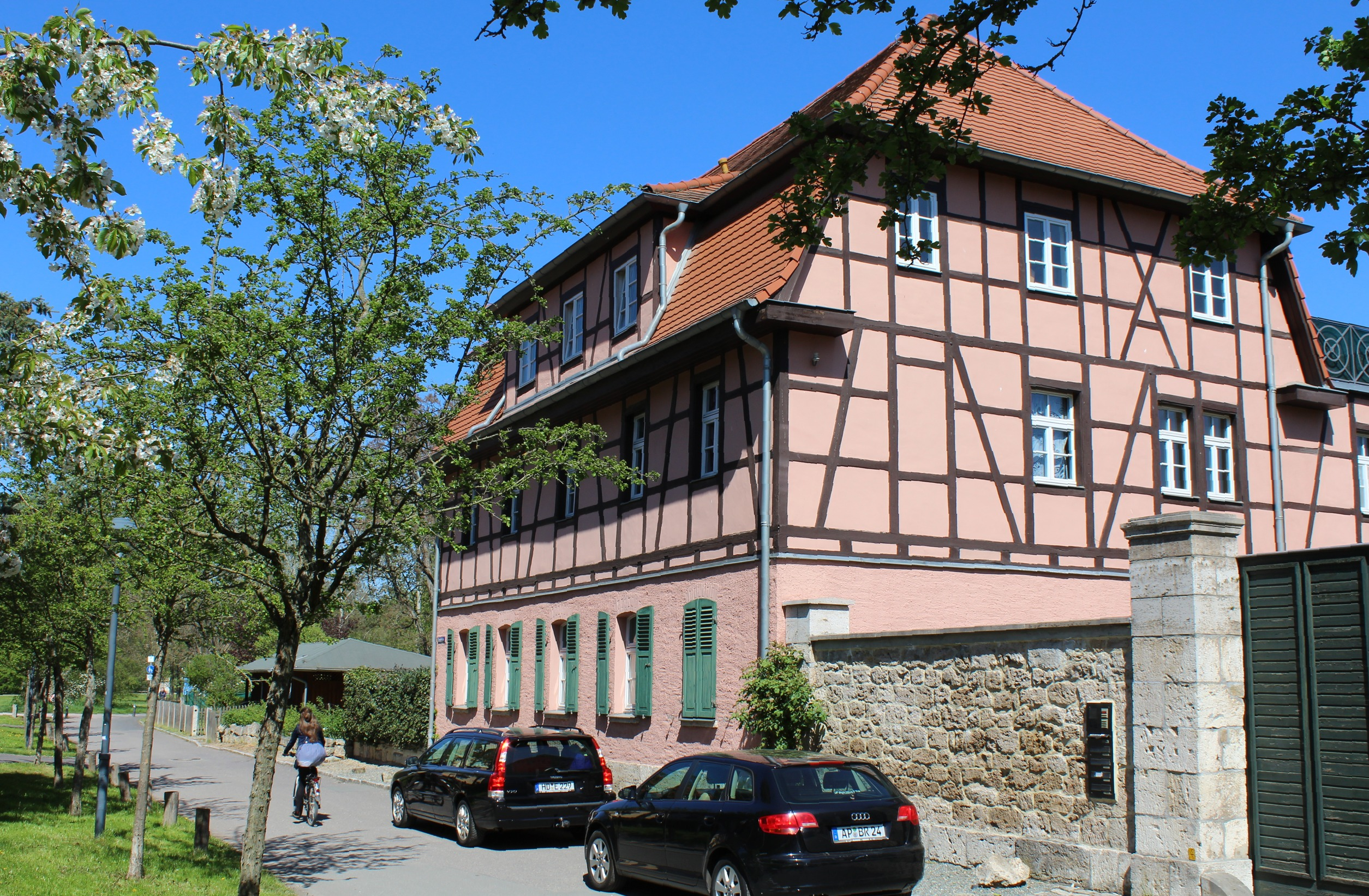
Ilmstraße 4 a

Das Wilhelm-Wagenfeld-Haus in der Ilmstraße 4 a im Weimarer Ortsteil Oberweimar unweit des Park an der Ilm war ein Wohnhaus des Bauhaus-Produkt-Designers Wilhelm Wagenfeld (1900–1990).
Dieses ist ein Fachwerkbau mit Mansarde im Landhausstil. Es wurde 1926/1927 auf den aus Kalkstein bestehenden Grundmauern eines alten Baues errichtet. Dieses war ein Nebengebäude des Münchhausen-Hauses. Die Bauherrin des Wagenfeld-Hauses war Anna von Münchhausen geb. von Keudell (1853–1942). Das Erdgeschoss ist verputzt und zur Straßenseite hin mit Fensterläden versehen. Ihm gegenüber liegt das Deutsche Bienenmuseum.
Das Gebäude steht auf der Liste der Kulturdenkmale in Weimar (Ortsteile). Im Unterschied zum Wilhelm-Wagenfeld-Haus (Bremen) ist dieses nicht öffentlich zugänglich, da es noch heute als Wohnhaus genutzt wird.
In Oberweimar gibt es übrigens auch eine Wilhelm-Wagenfeld-Straße.
Koordinaten: 50° 57′ 58,5″ N, 11° 20′ 34,3″ O